# Leioproctus plaumanni
Leioproctus plaumanni är en biart som beskrevs av Michener 1989. Leioproctus plaumanni ingår i släktet Leioproctus och familjen korttungebin. Inga underarter finns listade i Catalogue of Life.